# Triunghiuri ascuțitunghice și obtuzunghice
Un triunghi ascuțitunghic este un triunghi cu toate cele trei unghiuri ascuțite (mai puțin de 90°). Un triunghi obtuzunghic este un triunghi cu un unghi obtuz (mai mare de 90°) și două unghiuri ascuțite. Deoarece suma unghiurilor unui triunghi în geometria euclidiană este de 180°, niciun triunghi euclidian nu poate avea mai mult de un unghi obtuz. Triunghiurile ascuțitunghice și obtuzunghice sunt cele două tipuri diferite de triunghiuri oblice - triunghiuri care nu sunt triunghiuri dreptunghice - deoarece nu au un unghi de 90°.
| Right triangle       | Obtuse triangle                                                                                  | Acute triangle         |
| Triunghi dreptunghic | Triunghi obtuzunghic                                                                             | Triunghi ascuțitunghic |
|                      | {\displaystyle \quad \underbrace {\qquad \qquad \qquad \qquad \qquad \qquad \qquad \qquad } _{}} |                        |
|                      | Triunghiuri oblice                                                                               |                        |